# MBC 모닝쇼
《MBC 모닝쇼》는 대한민국의 문화방송에 방송되었던 초창기 아침 정보 프로그램이다.

## 역사
MBC-TV는 개국한 지 3개월 만인 아침방송을 새로운 시도로 1969년 11월 17일 이름을 내건 《임택근 모닝쇼》의 첫 방송을 시작하였고, 당시 큰 인기를 끌었다. 그러나 1970년 11월 임택근 아나운서는 국회의원 선거에 출마하기 위해 방송계를 떠났다. 이후 프로그램의 진행자가 여러 차례 변경되면서 포맷과 분위기에도 변화가 생겼지만, 기대만큼의 성과를 거두지 못한 사례가 많았다. 결국 1973년 11월 23일 마지막 방송을 끝으로 프로그램을 종영하였다.
1981년 5월 아침방송을 재개되어, 《안녕하십니까 변웅전입니다》의 부활하였다.

## 변천사
- 1969년 11월 29일 《임택근 모닝쇼》 첫 방송
- 1970년 11월 18일 《정순일 모닝쇼》 변경
- 1971년? 《최세훈 모닝쇼》 변경
- 1971년 10월 4일 《MBC 모닝쇼》 변경
- 1973년 11월 23일 오일 쇼크로 인한 마지막 방송

## 진행자
- 임택근 (1969년 11월 29일 ~ 1970년 11월 17일)
- 정순일 (1970년 11월 18일 ~ 1971년?)
- 최세훈 (1971년?)
- 김병수 (1971년 10월 ~ 1972년?)
- 미상 (1972년? ~ 1973년 11월)

## 같이 보기
- 아침 정보 프로그램